# Flagstaff Hill (King George Island)
Der Flagstaff Hill (englisch für Fahnenmasthügel) ist ein 265 m hoher Hügel auf King George Island im Archipel der Südlichen Shetlandinseln. Auf der Keller-Halbinsel ragt er 800 m nördlich des Plaza Point auf.
Wissenschaftler der Station des Falkland Islands Dependencies Survey in der Admiralty Bay benannten ihn etwa 1952. Namensgeber sind zwei Fahnenmasten am Gipfel des Hügels.